# Gilbert Emery (1882-1934)
Gilbert Charles Warren Emery (1882 – Los Angeles, 24 dicembre 1934) è stato un attore australiano, uno dei pionieri del cinema muto del suo paese.

## Biografia
Non se ne conosce la data di nascita. Nella sua carriera che, secondo la filmografia IMDb conta una decina di film, ha girato con alcuni dei nomi più noti del cinema australiano delle origini. Fu diretto da Gaston Mervale e recitò accanto a Louise Carbasse che, all'epoca, diventò un'attrice così nota e popolare che potrebbe essere paragonata a quello che oggigiorno è, per gli australiani, Nicole Kidman o Cate Blanchett.
Emery ebbe un ruolo di rilievo in un famoso film australiano, The Sentimental Bloke, diretto da Raymond Longford cui seguì il seguito Ginger Mick.

## Filmografia
- A Tale of the Australian Bush, regia di Gaston Mervale (1911)
- The Face at the Window, regia di Charles Villiers  (1919)
- Desert Gold, regia di Beaumont Smith  (1919)
- The Sentimental Bloke, regia di Raymond Longford (1919)
- Ginger Mick, regia di Raymond Longford (1920)
- Rudd's New Selection, regia di Raymond Longford  (1921)
- While the Billy Boils, regia di Beaumont Smith (1921)
- The Lust for Gold, regia di Roy Darling (1922)
- A Rough Passage, regia di Franklyn Barrett   (1922)
- A Daughter of Australia, regia di Lawson Harris  (1922)